# Фрейберг (тауншип, Миннесота)
Фрейберг (англ. Friberg) — тауншип в округе Оттер-Тейл, Миннесота, США. На 2000 год его население составило 774 человек.

## География
По данным Бюро переписи населения США площадь тауншипа составляет 92,6 км², из которых 84,8 км² занимает суша, а 7,8 км² — вода (8,42 %).

## Демография
По данным переписи населения 2000 года здесь находились 774 человека, 292 домохозяйства и 221 семья.  Плотность населения —  9,1 чел./км².  На территории тауншипа расположена 361 постройка со средней плотностью 4,3 построек на один квадратный километр. Расовый состав населения: 99,48 % белых, 0,13 % азиатов, 0,13 % — других рас США и 0,26 % приходится на две или более других рас. Испанцы или латиноамериканцы любой расы составляли 0,52 % от популяции тауншипа.
Из 292 домохозяйств в 37,7 % воспитывались дети до 18 лет, в 66,4 % проживали супружеские пары, в 5,5 % проживали незамужние женщины и в 24,0 % домохозяйств проживали несемейные люди. 19,5 % домохозяйств состояли из одного человека, при том 5,5 % из — одиноких пожилых людей старше 65 лет. Средний размер домохозяйства — 2,65, а семьи — 3,06 человека.
27,6 % населения — младше 18 лет, 6,2 % — в возрасте от 18 до 24 лет, 27,5 % — от 25 до 44, 26,6 % — от 45 до 64, и 12,0 % старше 65 лет. Средний возраст — 38 лет. На каждые 100 женщин приходилось 109,8 мужчин.  На каждые 100 женщин старше 18 приходилось 117,9 мужчин.
Средний годовой доход домохозяйства составлял 40 556 долларов, а средний годовой доход семьи —  45 625 долларов. Средний доход мужчин —  31 389  долларов, в то время как у женщин — 20 000. Доход на душу населения составил 19 184 доллара. За чертой бедности находились 6,9 % семей и 8,6 % всего населения тауншипа, из которых 16,3 % младше 18 и 5,3 % старше 65 лет.